# Филипполис
Филипполис (англ. Philippolis) — небольшой город на территории провинции Фри-Стейт в ЮАР.
Город основан в 1823 г. как христианская миссия среди бушменов. Это старейший город на территории провинции, получивший название в честь миссионера Джона Филипа из Лондонского миссионерского общества. В 1826 г. миссию подчинил себе Адам Кок II, предводитель гриква — этнической группы, происходящей от смешанных браков между трекбурами и готтентотами, который поселился в миссии годом ранее. В результате конфликта Кок и его люди убили всех бушменов в миссии.
В 1861 г. поселение было выкуплено у гриква за 400 фунтов, и Адам Кок III, сын прежнего предводителя, вместе с последователями мигрировали, перейдя через Драконовы горы, и создали на новом месте поселение Кокстад.
В 1871 г. была построена церковь, а в 1873 г. открыта первая школа.
В Филипполисе родился писатель и интеллектуал сэр Лоренс ван дер Пост. В настоящее время Филипполис — популярное место отдыха благодаря своему историческому ландшафту, архитектуре и загородному образу жизни.